# Ritter-Insel
Die Ritter-Insel (bis 1880 auch Volcano Island) ist eine kleine halbmondförmige vulkanische Insel rund 100 km nordöstlich von Neuguinea. Sie ist nach dem deutschen Geographen Carl Ritter benannt. Die Insel liegt zwischen den Siassi-Inseln Umboi und Sakar und gehört zu Papua-Neuguinea.

## Vulkan auf der Ritter-Insel
Ausbrüche des Schichtvulkans auf der Ritter-Insel sind aus den Jahren 1700, 1793 und 1888 bekannt. Ende März 1700 beobachtete William Dampier einen Ausbruch, und am 29. Juni 1793 sah Joseph Bruny d’Entrecasteaux sowohl explosive Ausbrüche als auch Lavaströme. Dumont d’Urville beschrieb 1827 die Insel als einen 780 m hohen Vulkankegel.
Am 13. März 1888 um 5.30 Uhr Ortszeit versank ein großer Teil der Ritter-Insel während einer phreatomagmatischen Explosion von mäßiger bis mittelmäßiger Stärkenordnung (VEI 2). Etwa 5 km³ Material rutschten ins Meer. In Finschhafen, etwa 100 km südlich, war die Explosion zu hören und ein fast unmerklicher Aschefall beobachtet. Der Zusammenbruch löste eine Trümmerlawine aus. Dieser folgten 12 bis 15 m hohe Tsunamis, die die benachbarten Inseln und die Küste Neuguineas verwüsteten. Etwa 3000 Menschen kamen ums Leben. Auch die deutschen Forscher Paul von Below und Carl Hunstein, die sich im Süden der Insel Neupommern aufgehalten hatten, ertranken. Nach dem Zusammenbruch verblieb eine 80 bis 140 m hohe und 1900 m lange Insel mit einer steilen, nach Westen gerichteten halbkreisförmigen Abrisskante. Im Westen des Vulkanrests bilden Reste von zwei bei dem Zusammenbruch der Insel abgerutschten großen Kippschollen untermeerische Erhebungen.
Der Vulkan ist weiterhin aktiv. Kleinere Eruptionen sind 1972, 1974, 2006 und 2007 aufgetreten.

## Belege
1. ↑  R.J.S. Cooke: Eruptive History of the Volcano at Ritter Island. Geological Survey Of Papua New Guinea Memoir 10, 115-123. In R. W. Johnson (Hrsg.): Volume of Volcanological Papers
2. ↑  Baldwin, Cradock, Joy Annals of Philosophy 1824 S. 212
3. 1 2 3  Ausbrüche der Ritter-Insel im Global Volcanism Program der Smithsonian Institution (englisch)
4. 1 2  Steven N. Ward, Simon Day: Ritter Island Volcano—lateral collapse and the tsunami of 1888. Geophysical Journal International, Bd. 54, 2003 S. 891–902 (PDF; 5,1 MB)
5. ↑  Ritter-Insel im Global Volcanism Program der Smithsonian Institution (englisch)
6. ↑  H. Klee (Hrsg.): Vulkanischer Ausbruch im Schutzgebiete von Neu-Guinea. (Memento des Originals vom 2. Dezember 2015 im Internet Archive)  Info: Der Archivlink wurde automatisch eingesetzt und noch nicht geprüft. Bitte prüfe Original- und Archivlink gemäß Anleitung und entferne dann diesen Hinweis. Neueste Mittheilungen, 7. Jahrgang, Nr. 49, Berlin 1888.
7. ↑  Hans-Jürgen Ohff: Disastrous ventures: German and British enterprises in East New Guinea up to 1914. 496 S., Melbourne, Vic, Plenum Publisher 2015 ISBN 978-0-9943045-3-7